# María Consuelo Porras
María Consuelo Porras Argueta (nascida em 23 de agosto de 1953) é uma advogada guatemalteca que atua como Procuradora-Geral da Guatemala desde 2018. Anteriormente, atuou como Magistrada Adjunta da Corte de Constitucionalidade de 2016 a 2018. O presidente Jimmy Morales a nomeou como a nova procuradora-geral e chefe do Ministério Público em maio de 2018, sucedendo Thelma Aldana.
Sua gestão foi criticada pelo seu retrocesso na luta contra a corrupção.
Consuelo Porras manteve uma relação tensa com o Chefe da Procuradoria Especial contra a Impunidade, Juan Francisco Sandoval, demitindo-o finalmente em julho de 2021. Em setembro de 2021, o Departamento de Estado dos Estados Unidos anunciou que tinha adicionado a procuradora-geral juntamente com cinco juízes de El Salvador a uma lista de funcionários “antidemocráticos e corruptos”. De acordo com o Departamento de Estado, Consuelo Porras “prejudicou ativamente” as investigações de corrupção conduzidas por Sandoval e sua equipe.
Em dezembro de 2023, a Organização dos Estados Americanos qualificou as ações da procuradora-geral de anular a eleição de Bernardo Arévalo como "uma tentativa de golpe de Estado". No final de dezembro de 2023, o Organized Crime and Corruption Reporting Project nomeou Consuelo Porras a "Personalidade do Ano no Crime Organizado e na Corrupção de 2023", por atuar "como um instrumento eficiente usado pelo governo para eviscerar o Estado de Direito" nas tentativas de impedir que Arévalo assumisse o cargo, bem como outras ações que incentivassem o retrocesso democrático.
Após a posse de Arévalo em janeiro de 2024, ele exigiu a renúncia da procuradora-geral, que recusou.
Em 2 de fevereiro de 2024, ela foi sancionada pelo Conselho da União Europeia, sujeitando-a à proibição de viajar e ao congelamento de bens em todas as 27 jurisdições da União Europeia. A decisão foi tomada como resultado de suas persistentes tentativas de anular os resultados das eleições guatemaltecas de 2023 e do uso de seu cargo para iniciar processos contra jornalistas, ativistas e promotores e juízes independentes.